# Cotul Strelka
Cotul Strelka (în ucraineană Коса Стрілка, transliterat: Kosa Strilka) este o rezervație ornitologică de importanță națională din raionul Berezivka, regiunea Odesa (Ucraina), situată la est de satele Cair și Kurisove.

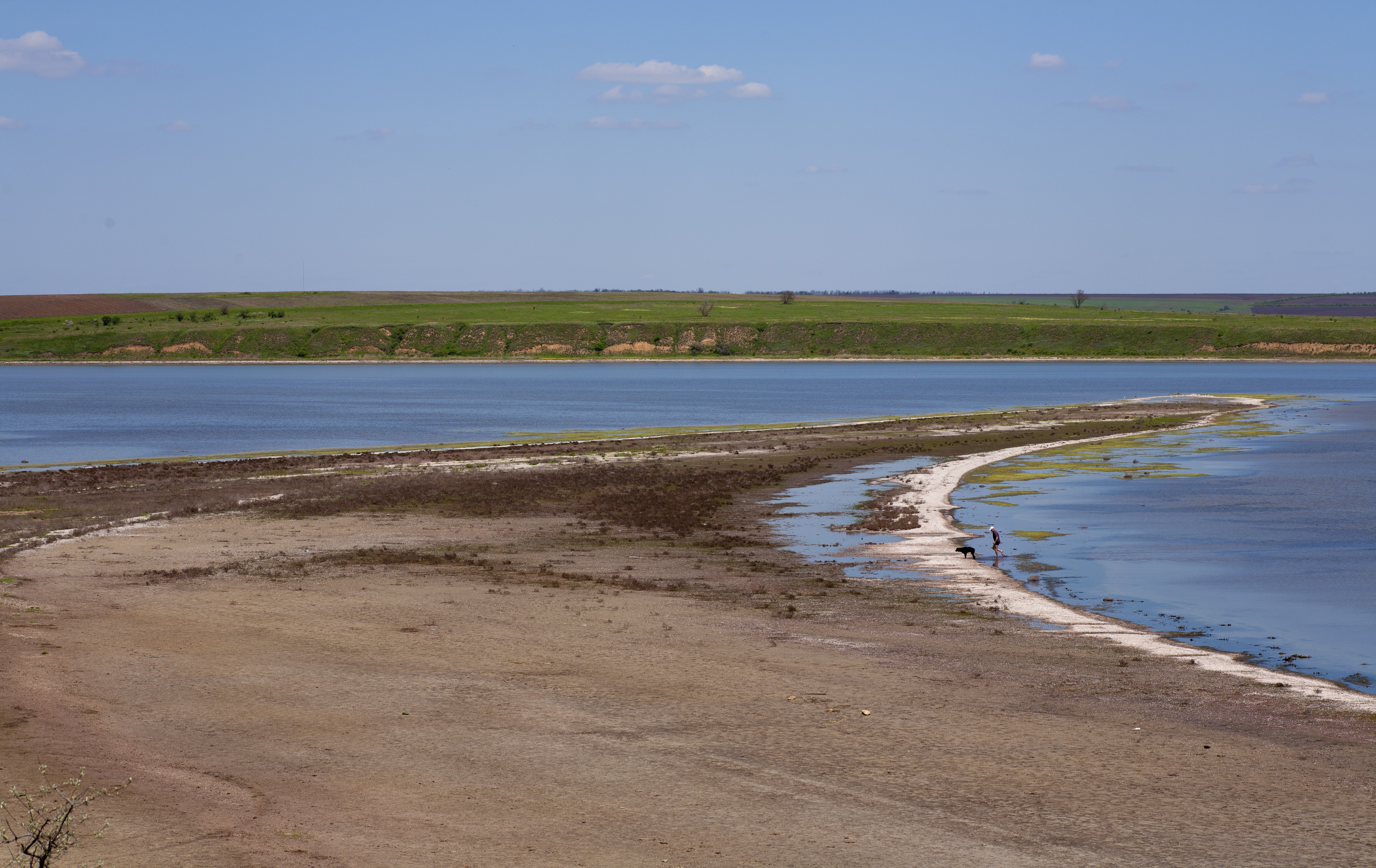

Suprafața ariei protejate constituie 394 de hectare și a fost înființată în anul 1974 prin decizia consiliului regional. Rezervația a fost creată pentru a proteja apa puțin adâncă a limanului Tiligul ca loc pentru hrănirea și iernarea păsărilor acvatice pe malul estuarului. Aria ocupă teritoriul cotului omonim de pe coasta limanului, lângă golful Cair. Pe teritoriul acesteia se află terenuri agricole, fâșii forestiere, pajiști inundabile, etc.
În rezervație apar până la 220 de specii de păsări, inclusiv lebădă de vară. Multe dintre ele sunt enumerate în Cartea Roșie a Ucrainei, inclusiv ciocîntors, chiră mică, chiră de baltă, călifar, egretă mică, stârc cenușiu, piciorong, etc. Zeci de mii de păsări din nord vin aici la iarnat.
Dintre mamifere viețuiesc: căprior, vulpe, bursuc și iepure de vizuină se găsesc aici.